# روز یادبود هولوکاست و شجاعت
روز یادبود هولوکاست و شجاعت, یا به اختصار روز هولوکاست (یوم هاشوا), هر سال در اسرائیل در ۲۷ نیسان (عبری) برگزار می‌شود و به یاد هولوکاستی که نازی‌ها و همدستانشان بر مردم یهودی در سال‌های ۱۹۳۳–۱۹۴۵ تحمیل کردند و یاد شجاعت یهودیان در آن دوره اختصاص داده شده است. این روز به عنوان روز یادبود ملی در کشور اسرائیل است و چندین رسوم عزاداری در آن رعایت می‌شود.

## تعیین یادبود هولوکاست و شجاعت

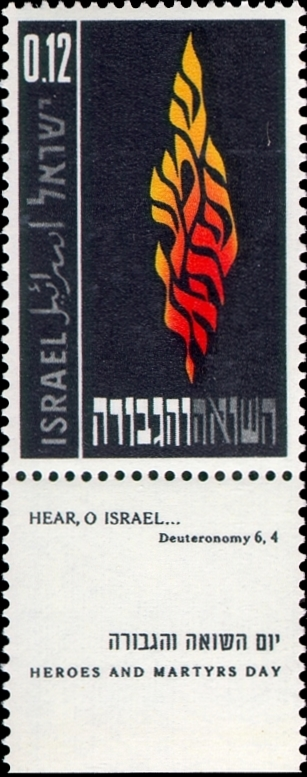

### تعیین تاریخ
تاریخ عبری ۲۷ نیسان به عنوان روز یادبود در جامعه یهودی در سرزمین اسرائیل قبل از جنگ جهانی دوم نیز وجود داشت. حداقل از سال ۱۹۴۰، در جامعه «روز یادبود شجاعت» برای گرامیداشت قربانیان درگیری‌ها در سرزمین از زمان آغاز شورش عربی برگزار شد، که تاریخ آن به تاریخ عبری روز آغاز شورش در ۱۹۳۶ تعیین شده بود (گرچه وقایع اولیه شورش عربی چهار روز قبل آغاز شده بود).
در اطراف تعیین تاریخ برای گرامیداشت هولوکاست، بحثی در جامعه یهودی در مورد ماهیت هولوکاست در تاریخ ملت اسرائیل انجام شد. مطابق با دیدگاه غالب در صهیونیسم، که بر اتوس «یهودی مبارز» تأکید کرده و تا حد امکان خاطره «یهودیت تبعیدی» را کنار گذاشت، پیشنهاد شد که سالگرد شورش گتوی ورشو (بزرگ‌ترین شورش یهودیان در جنگ) به عنوان روز یادبود هولوکاست و شجاعت نامگذاری شود. شورش گتوی ورشو در ۱۹ آوریل ۱۹۴۳، ۱۴ نیسان، شب عید پسح، سال ۵۷۰۳ عبری آغاز شد. از آنجایی که شب عید پسح تاریخ مناسبی برای روز یادبود ملی نیست، در نهایت در سال ۱۹۵۱ پیشنهاد مردخای نوروک برای تعیین ۲۷ نیسان به عنوان روز یادبود هولوکاست، شش روز پس از پایان عید پسح و یک هفته قبل از روز یادبود شهدای ارتش دفاعی اسرائیل، پذیرفته شد. تصمیم خاخام رئیس اسرائیل مبنی بر اینکه تاریخ عبری ۱۰ توت به عنوان «روز کادیش عمومی» برای یادبود قربانیان هولوکاست انتخاب شود، قبل از انتخاب تاریخ دولتی و در واقع حتی قبل از تأسیس دولت اسرائیل بود. خاخام رئیس مشکل داشت پیشنهاد ۲۷ نیسان را بپذیرد زیرا بر اساس قانون یهودی گفتن تاخانون، تعیین روزه عمومی و انخام مداحی در ماه عبری نیسان که به عنوان «ماه رهایی» شناخته می‌شود، ممنوع است. در طول سال‌ها، ماهیت ۱۰ توت به روز گفتن کادیش برای درگذشتگانی که تاریخ مرگشان نامعلوم است، و در میان آنها قربانیان هولوکاست، محدود شد.
تنها در دهه‌های بعدی یک دیدگاه ملی شکل گرفت که به شجاعت اکثریت جمعیت یهودی نیز که دست به اسلحه نبرده بودند اما در وحشت‌های جنگ ایستادگی کردند، زندگی را مقدس شمرده، کرامت انسانی را حفظ کردند و برای نجات خود و دیگران تلاش کرده بودند، اعتراف می‌شد. در دایره‌های صهیونیسم دینی، همچنان در ۱۰ توت به یاد هولوکاست، در کنار روز یادبود در ۲۷ نیسان، به عنوان بخشی از درک هولوکاست به عنوان ویرانی عصر جدید، یاد می‌شود.

### قانون روز یادبود هولوکاست و شجاعت
در ابتدا، کنست در سال ۱۹۵۱ روز یادبودی در تاریخ ۲۷ نیسان تحت عنوان «روز هولوکاست و شورش گتوها» اعلام کرد. در سال ۱۹۵۳، نام فعلی آن در قانون «یادبود هولوکاست و شجاعت – یاد واشم» ذکر شد. در نهایت، در پی مبارزه عمومی بازماندگان هولوکاست, «قانون روز یادبود هولوکاست و شجاعت - ۱۹۵۳» گذاری شد.
آغاز روز یادبود با غروب آفتاب است و با طلوع ستارگان در روز بعد به پایان می‌رسد. قوانین تقویم عبری از وقوع ۲۷ نیسان در شبات جلوگیری می‌کند.

### قانون اساسی: اسرائیل – دولت ملت یهود
بند ۹ در «قانون اساسی: اسرائیل – دولت ملت یهود» تعیین می‌کند که «روز یادبود شهدای جنگ‌های اسرائیل و روز یادبود هولوکاست و شجاعت روزهای یادبود رسمی دولت هستند.» توضیحات قانون پیشنهادی این را توجیه می‌کند: «پیشنهاد می‌گردد که این روزها در قانون اساسی لنگر بیاندازند، با توجه به جایگاه آنها به عنوان یک عنصر اساسی در هویت کشور به عنوان کشور ملی قوم یهودی.»

## رویدادهای روز یادبود هولوکاست و شجاعت
مراسم یادبود روز هولوکاست بسیار شبیه به مراسم روز یادبود شهدای جنگ‌های اسرائیل است، زیرا روز هولوکاست به عنوان کپی‌برداری از آن طراحی شده است.

### آژیر یادبود
در سال ۱۹۵۹، یک آژیر یادبود تعیین شد که در صبح روز یادبود هولوکاست و شجاعت پخش می‌شود. در حین سال‌های زیادی، آژیر در ساعت ۸ صبح پخش می‌شد. در سال ۱۹۸۸، وزیر آموزش و پرورش، اسحاق نافون، به یاد واشم با درخواستی برای تأخیر آژیر تا ساعت ۱۰ صبح مراجعه کرد تا به موسسات آموزشی فرصتی برای آماده‌سازی برای آژیر داده شود. از آن زمان، این رویه برقرار شد و بر اساس آن در روز هولوکاست، آژیر در ساعت ۱۰ صبح پخش می‌شود و پس از آن، مراسم یادبود در سراسر اسرائیل برگزار می‌شود.
قانون روز یادبود هولوکاست و شجاعت تعیین می‌کند: «در روز یادبود، در سراسر کشور دو دقیقه سکوت برقرار خواهد شد که در آن تمام کارها متوقف و تمام حرکت‌ها در جاده‌ها متوقف می‌شود.»

### مراسم یادبود
هر سال، کمیته وزیران برای امور نمادها و مراسم، موضوع مرکزی دیگری را تعیین می‌کند که مراسم یادبود در آن سال به دور آن می‌چرخد. مراسم یادبود روز هولوکاست نیز در سراسر جهان برگزار می‌شود.

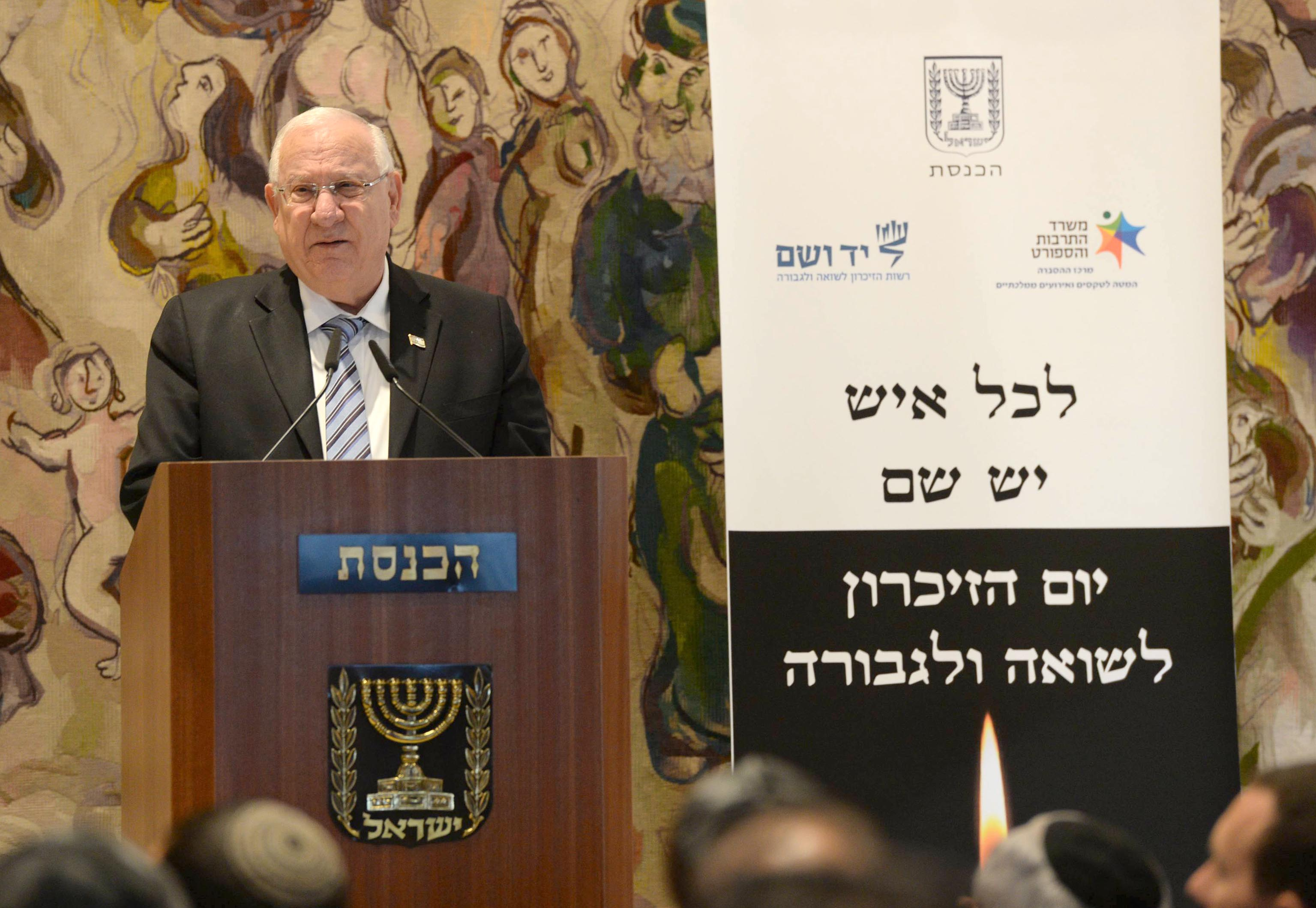
مراسم «برای هر فرد، نامی است» در کنست، مایو ۲۰۱۶

#### رویدادهای اصلی
- مراسم یادبود مرکزی در ظهر در «یاد واشم» برگزار می‌شود.
- مراسم یادبود روز هولوکاست و شجاعت در شب آن، با مراسم دولتی که در «میدان گتوی ورشو» در یاد واشم در اورشلیم در ساعت ۸۰:۰۰ برگزار می‌شود، آغاز می‌شود. مراسم با حضور رئیس‌جمهور، نخست‌وزیر، بازماندگان هولوکاست، و نسل دوم برگزار می‌شود. مراسم شامل سخنرانی‌ها از جمله توسط رئیس‌جمهور و نخست‌وزیر، روشن کردن شش مشعل توسط بازماندگان هولوکاست به یاد شش میلیون قربانی،[۴] خواندن بخش‌هایی از متن، آوازها، گفتن «کادیش» و «ال مله رحمیم» و خواندن فصلی از «تهلیم».
- مراسم افتتاحیه پروژه یادبود «برای هر فردی نامی است» در مجلس کنست برگزار می‌شود. در طول این مراسم، اعضای کنست و رهبران کشور نام‌های بستگان خود که در هولوکاست کشته شدند را می‌خوانند. مراسم مشابهی در «یاد واشم» و در سراسر کشور برگزار می‌شود. این پروژه یادبود با هدف بازگرداندن نام به قربانیان، به یاد آوردن آنها به عنوان افراد منحصر به فرد، انسان‌هایی با هویت؛ زیرا تعداد عظیم قربانیان، شش میلیون، غیرقابل درک است و ممکن است واقعیت اینکه از دست دادن هر فرد، مانند از دست دادن یک جهان کامل است، را تار می‌کند.
- از سال ۱۹۸۸، هر سال مراسم «راهپیمایی زندگی» (بر خلاف راهپیمایی‌های مرگ در دوران هولوکاست) به ابتکار آبراهام هیرشزون و با حمایت وزارت آموزش و پرورش برگزار شد. در این راهپیمایی، هزاران دانش آموز دبیرستانی اسرائیلی و هزاران یهودی از سراسر جهان شرکت می‌کنند و گاهی مواقع رئیس ستاد کل ارتش دفاع اسرائیل در رأس آن قرار دارد. در پایان راهپیمایی مراسم یادبود برگزار می‌شود.
- این رویدادها با مراسم گروه‌های جوانان که در یادبود مردخای آنیلویچ در کیبوتص یاد مردخای و با مراسم یادبود در کیبوتص لوحمی هاگتاهت برگزار می‌شود، به پایان می‌رسد.

### آداب و رسوم عزاداری
- بلافاصله پس از پخش آژیر یادبود در سراسر اسرائیل، مراسم یادبود دیگری در کنار یادمان‌ها، در مدارس، در اردوگاه‌های ارتش، در ادارات محلی و در موسسات عمومی برگزار می‌شود. در «یاد واشم» پس از آژیر، مراسم گذاشتن تاج گل در یادمان به یاد قیام گتوی ورشو برگزار می‌شود.
- پرچم‌های اسرائیل به نشانه عزاداری به نیمه دکل پایین کشیده می‌شوند.
- مکان‌های تفریحی، رستوران‌ها، کافه‌ها و سینماها در شب روز هولوکاست بسته هستند. فروشگاه‌ها و موسسات عمومی که معمولاً در ساعات شب باز هستند، در ساعات بعد از ظهر دیرهنگام در شب روز یادبود بسته می‌شوند.
- شبکه‌های تلویزیونی و رادیویی برنامه‌های خود را به این روز اختصاص می‌دهند، و شبکه‌های که ماهیتشان اجازه نمی‌دهد، مانند شبکه‌های ورزشی و سرگرمی، در طول روز یادبود پخش نمی‌شوند.

## قانون منع انکار هولوکاست
قانون دیگری که به یادمان هولوکاست می‌پردازد، قانون منع انکار هولوکاست است، که در آن مجازات زندانی به مدت پنج سال برای فردی که «به صورت کتبی یا شفاهی، اظهاراتی را منتشر می‌کند که اعمال انجام شده در دوران حکومت نازی‌ها را که جنایاتی علیه مردم یهودی یا جنایاتی علیه بشریت بوده‌اند، انکار می‌کند یا ابعاد آن‌ها را کمتر جلوه می‌دهد، با قصد دفاع از عاملان این جنایات یا بیان علاقه یا همذات‌پنداری با آن‌ها» (بند ۲ در این قانون) تعیین شده است.